# Ejército de Kenia
El Ejército de Kenia es el componente terrestre de las Fuerzas de Defensa de Kenia. Los orígenes del Ejército de Kenia, se remontan a los Fusileros Africanos del Rey del Ejército Británico.

## Historia
En el último cuarto de siglo del siglo XIX, los británicos comenzaron a aplicar activamente la abolición de la trata de esclavos en África Oriental. Al mismo tiempo, otras naciones europeas estaban estableciendo esferas de influencia en África. Para salvaguardar los intereses británicos, se creó la Compañía Imperial Británica de África Oriental. A medida que estos intereses se desarrollaron y se expandieron, se hizo necesaria la presencia de una fuerza militar considerable (para salvaguardar los intereses británicos en la región) lo que llevó a la creación de las primeras fuerzas terrestres británicas en Kenia. En junio de 1873, el Sultán de Zanzíbar, Barghash ibn Said de Zanzíbar, firmó el tratado final para abolir el comercio de esclavos en todos sus territorios.
La aplicación de la abolición pasó a ser tarea de la Marina Real; en tres semanas, el almirante Arthur Cumming, comandante en jefe de la Flota de las Indias Orientales, llegó a Zanzíbar. 
En 1877, un oficial de la Marina Real, el teniente Lloyd Matthews, sirvió en el buque HMS London formó una pequeña fuerza de 300 zanzibaríes para combatir el tráfico de esclavos. En 1878, el teniente Matthews recibió permiso para servir bajo el mando del sultán, quien lo nombró general de brigada al mando de la fuerza recién establecida. En 1880 la fuerza había crecido a 1300 hombres, todos ellos armados con rifles Snider-Enfield, donados al Sultán de Zanzíbar por el Gobierno británico. El 8 de septiembre de 1888, la Compañía Imperial Británica de África Oriental recibió una carta real y se le encomendó la responsabilidad de administrar el África Oriental Británica como si fuera una colonia de la Corona. En 1893 finalizó el contrato de tres años con el contingente indio. Durante el mismo período, la empresa atravesaba graves problemas financieros que la llevaron a abandonar Uganda y Jubalandia, de hecho, la empresa apenas podía vigilar la costa. El cónsul británico en Zanzíbar, Sir Arthur Hardinge, notificó al Ministerio de Asuntos Exteriores su intención de apoderarse de África Oriental de manos de la compañía. El gobierno británico aceptó la propuesta. El 1 de julio de 1895 se declaró un protectorado británico sobre todas las zonas anteriormente administradas por la compañía. Las tropas de la compañía fueron posteriormente reorganizadas bajo el mando del capitán Hatch. En agosto de 1895, el gobierno británico autorizó el establecimiento de una fuerza formada por 300 panyabíes, 300 swajili, 100 sudaneses y 200 soldados de diversos grupos étnicos de la región. Esta fuerza pasó a llamarse Rifles de África Oriental y se formó a partir de la antigua fuerza de la Compañía Imperial Británica de África Oriental, en el Fuerte Jesús, en Mombasa, Kenia. Antes de la Segunda Guerra Mundial, las fuerzas coloniales británicas en Kenia, como los Rifles Africanos del Rey, en su mayoría, eran formaciones pequeñas: 
No había servicio militar obligatorio y el ejército era extremadamente selectivo, reclutando a soldados de diversos grupos étnicos, con supuestas cualidades militares inherentes, las llamadas "razas marciales". En las décadas de 1920 y 1930, las razas marciales incluían a los kamba, los kalenjin y los somalíes, grupos pastorales o semipastorales de regiones empobrecidas. Por el contrario, los kikuyus y merus del centro de Kenia, apenas figuraban en el ejército. La Segunda Guerra Mundial trajo consigo una expansión masiva del personal militar. De una dotación de menos de 1000 hombres en el período de entreguerras, las fuerzas armadas aumentaron a 75 000 efectivos en 1943. De esta manera, uno de cada diez hombres adultos estaba sirviendo en el ejército, lo que representa aproximadamente el 20% por ciento de la fuerza laboral asalariada. La enorme demanda de hombres capacitados y físicamente aptos, se satisfizo ampliando el grupo de reclutamiento a comunidades que los británicos no consideraban como "razas marciales". Además, los militares ofrecían a los civiles unos salarios superiores a los que ofrecía el sector civil. En 1941, el salario oscilaba entre 17 y 60 chelines por mes, para un soldado recién entrenado en el Servicio Militar de Trabajo de África Oriental, y en el Cuerpo de Servicio del Ejército de África Oriental respectivamente, mientras que los salarios civiles para la mano de obra no calificada promediaban entre 8 y 12 chelines. Los militares ofrecían ventajas adicionales como uniformes, alojamiento, comida, capacitación profesional y ascensos.

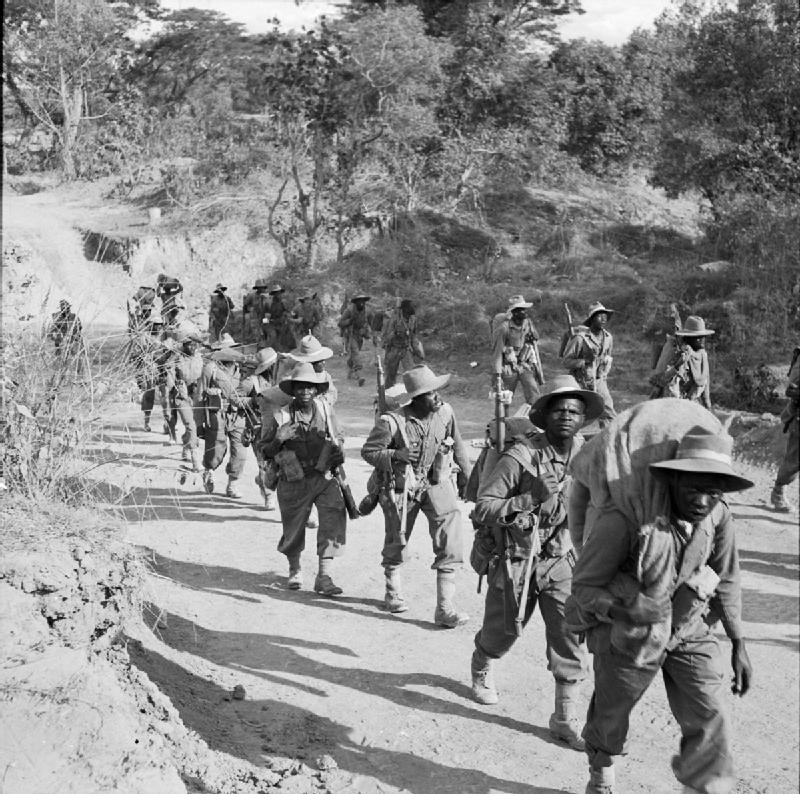
Tropas de la 11.ª División de África Oriental, en camino a Kalewa, Birmania, durante el cruce del río Chindwin.

Como parte de los Rifles Africanos del Rey, los soldados indígenas de la Colonia y Protectorado de Kenia, lucharon en varias campañas durante la Segunda Guerra Mundial. Lucharon contra los italianos en el África Oriental Italiana, durante la Campaña de África Oriental, contra los franceses de Vichy, durante la Batalla de Madagascar y contra los japoneses, durante la Campaña de Birmania. Inicialmente, los Fusileros Africanos del Rey se desplegaron como la 1.ª Brigada de Infantería de África Oriental y la 2.ª Brigada de Infantería de África Oriental. La primera brigada era la responsable de la defensa de la costa y la segunda de la defensa del interior. A finales de julio de 1940, se formaron dos brigadas adicionales de África Oriental: La 3.ª Brigada de Infantería de África Oriental y la 6.ª Brigada de Infantería de África Oriental. Inicialmente se planeó una División Costera y una División del Distrito Fronterizo Norte, pero en su lugar se formaron la 1.ª División Africana y la 2.ª División Africana, estas dos divisiones, incluían tropas de África Oriental, Ghana, Nigeria y Sudáfrica. Una brigada nigeriana, junto con dos brigadas de tropas de África Oriental (las brigadas de los Fusileros Africanos del Rey) y algunos soldados sudafricanos, formaron la 1.ª División Africana, mientras que la 2.ª División Africana fue formada de una manera similar, pero con una brigada ghanesa, en lugar de una brigada nigeriana. La 1.ª División Africana se disolvió en noviembre de 1941, y la 2.ª División Africana se disolvió en abril de 1943. En 1943 se formó la 11.ª División de África Oriental, la unidad luchó en Birmania. Dos brigadas de infantería, fueron enviadas  desde el África Oriental hasta la India británica, para prestar servicio en Birmania. La 22.ª Brigada de Infantería de África Oriental, sirvió en Arakán, y estaba bajo el mando del XV Cuerpo del Ejército Indio, mientras que la 28.ª Brigada de Infantería de África Oriental, servía bajo el mando del IV Cuerpo de Ejército, desempeñando un papel crucial en el cruce del río Irawadi. Los Fusileros Africanos del Rey lucharon contra los rebeldes Mau Mau, bajo el mando de oficiales británicos en la década de 1950, y del lado de los kenianos leales, y de aquellos que abogaban por una transición pacífica hacia la independencia como Jomo Kenyatta. Los batallones de los Rifles Africanos del Rey enumerados, incluían el 3.º batallón (Kenia), el 4.º batallón (Uganda), 5.º batallón (Kenia), el 6.º batallón (Tanganica), el 7.º y el 23.º batallón (Kenia), el 26.º batallón (Tanganica). Como se estipula en la Orden de las Fuerzas Militares de Kenia (Nombramiento de Unidades) de 1964, el 3.er Batallón, el 5.º Batallón, el 11.º Batallón, tres compañías de entrenamiento adjuntas, el Cuartel General de la 70.ª Brigada de Infantería de África Oriental, el 1.º escuadrón de señales, la 91.ª compañía general de transporte, y varias otras unidades de apoyo, servicio y combate, fueron entregadas al nuevo Ejército de Kenia, durante el proceso de independencia de Kenia, entre diciembre de 1963 y enero de 1964.
Las autoridades kenianas, rápidamente comenzaron a considerar la posibilidad de utilizar paracaidistas. "El 14 de octubre de 1964, el primer grupo de 40 reclutas fue enviado al Reino Unido, para realizar el curso básico de entrenamiento de paracaidistas, en la base aérea de la RAF en Abingdon.
Esto se hizo hasta que unos 200 soldados kenianos se calificaron para formar la 1.ª Compañía Paracaidista, el 24 de abril de 1965. En 1977 (probablemente durante la Guerra de Ogadén) una fuerza militar somalí cruzó la frontera hacia el norte de Kenia. Ese mismo año, Kenia hizo un pedido a Sistemas de Defensa Vickers, del Reino Unido, de 38 carros de combate principales Vickers Mk-3, y tres vehículos blindados de recuperación, que fueron entregados en 1980, formando el primer batallón de tanques de Kenia. 
En diciembre de 1980, se realizó otro pedido de 38 carros de combate principales Vickers MBT Mk-3, más cuatro vehículos blindados de recuperación de ingenieros que se completaron en la fábrica, si bien no se entregaron hasta diciembre de 1982. Después de que Kenia invadió Somalia, en la Operación Linda Nchi, en 2011, la Sexta Brigada, alcanzó su plena capacidad de combate en 2012. La Sexta Brigada se instaló en las afueras de la ciudad de Garissa, después de que el presidente Uhuru Kenyatta inauguró el cuartel Modika, el viernes 13 de diciembre de 2019. Unos 17 fusileros de Kenia fueron trasladados desde Embakasi, en Nairobi. Los otros batallones de la brigada eran el batallón 19, ubicado en el cuartel de Nyali, justo al norte de Mombasa, y el batallón 21, ubicado en el cuartel de Mariakani.
En 2021, según el Instituto Internacional de Estudios Estratégicos, el Ejército de Kenia, tenía en servicio 31 vehículos blindados de transporte de personal equipados con ruedas WZ-551 tipo 92, 105 vehículos protegidos resistentes a las minas y las emboscadas (MRAP) y vehículos de patrulla sudafricanos PUMA (M26-15).

## Misiones de paz
El 1 de mayo de 2021, la revista The Nation, escribió que alrededor de 1600 tropas del Ejército keniata, extraídas de las fuerzas especiales, de la unidad de reconocimiento de largo alcance, y de la Dirección de Inteligencia Militar, serían enviadas para servir en la Misión de las Naciones Unidas en la República Democrática del Congo, la MONUSCO, en la República Democrática del Congo (RDC), con reemplazos de segunda rotación, provenientes de la 40 fuerza de tarea de los Rangers, entrenada por los Estados Unidos, la unidad especial de embarcaciones de la Armada de Kenia, y la Unidad de Buzos de la Armada de Kenia. El alto mando keniata esperaba que los comandos recién formados, pudieran ser enviados al frente de batalla en cualquier momento. El presidente congoleño Tshisekedi dijo que:
"Kenia se unirá voluntariamente a la Brigada de Intervención Rápida, esperamos que el contingente keniano reemplace a las tropas sudafricanas y trabaje junto con los soldados de Nepal. La mayoría de los soldados kenianos formarán parte de la MONUSCO."
La participación del Ejército de Kenia en las operaciones de mantenimiento de la paz internacional y en las operaciones de apoyo a la paz fue considerado por primera vez en 1973. Ese año, las Naciones Unidas pidieron a Kenia que aportara fuerzas a la FENU, la misión que debía separar a las Fuerzas de Defensa de Israel, de las fuerzas armadas de los países árabes, después de la guerra de Yom Kipur, aunque Kenia accedió a la solicitud de la ONU, las tropas keniatas no fueron desplegadas. La primera participación real de Kenia en operaciones de apoyo a la paz, fue en 1979, cuando la Mancomunidad de Naciones, solicitó a la República de Kenia, que contribuyera con tropas para la Fuerza de Vigilancia de la Mancomunidad de Naciones desplegada en Rodesia (actualmente Zimbabue). La Fuerza de Vigilancia supervisó la llegada y el acantonamiento de las fuerzas rebeldes Ejército Africano para la Liberación Nacional de Zimbabue (ZANLA) y Ejército Revolucionario del Pueblo de Zimbabue (ZIPRA), e incluyó a 51 efectivos del Ejército de Kenia, bajo el mando del coronel Jack Munyao, que dirigía uno de los 14 puntos de reunión.
Posteriormente, el Ejército de Kenia aportó oficiales a las operaciones en el Chad en 1982, a petición de la Organización de la Unidad Africana. En 1989, el Ejército keniata envió observadores militares y un batallón de infantería, al Grupo de Asistencia Transitoria de las Naciones Unidas en Namibia. Kenia ocupa el puesto número 6, entre los 90 países que aportan policía militar y civil a las operaciones de la ONU. Desde 1989, Kenia ha enviado observadores militares, oficiales de Estado mayor, observadores de policía civil y tropas de infantería a diversas misiones. 
También se han enviado comandantes, observadores militares y jefes de Estado Mayor, a las siguientes misiones de las Naciones Unidas y de la Unión Africana:
- Misión de Observadores de las Naciones Unidas en Liberia. Jefe de Observadores Militares.
- Misión de las Naciones Unidas en Liberia - El mayor general Leonard Ngondi, fue nombrado comandante de la fuerza en diciembre de 2012.[15]
- ONUMOZ en Mozambique. Jefe de Observadores Militares
- Grupo de Asistencia Transitoria de las Naciones Unidas en Namibia: El general de brigada Daniel Ishmael Opande fue nombrado comandante adjunto de la fuerza.
- Fuerza de Protección de las Naciones Unidas (UNPROFOR) en la República Federativa de Yugoslavia – Jefe de Observadores Militares
- MONUP (Croacia) – Observador Militar Jefe.

Diversos funcionarios de alto rango también han prestado servicios en la misión de guerra relacionada con la AMISOM en Somalia. Hasta la fecha, los efectivos kenianos de mantenimiento de la paz de las Naciones Unidas han prestado servicios en 16 países diferentes de África, Oriente Medio, los Balcanes y Asia. El período de despliegue del personal ha variado de misión a misión, de acuerdo con las complejidades de cada situación de conflicto. Las misiones han durado entre uno y ocho años. Después de la invasión de Somalia en la Operación Linda Nchi en 2011, las tropas del ejército de Kenia han estado involucradas en duros combates contra el movimiento de la juventud combatiente Al-Shabaab. En 2012, las tropas keniatas fueron incorporadas a la misión de la AMISOM en Somalia dirigida por la Unión Africana.

## Comandantes del Ejército de Kenia
El 9 de marzo de 2024, el teniente general David Kimaiyo Chemwaina Tarus, prestó juramento como nuevo comandante del Ejército de Kenia. Anteriormente se había desempeñado como comandante adjunto del Ejército de Kenia, bajo el entonces comandante del Ejército de Kenia, el Teniente general Peter Mbogo Njiru, quien era famoso por ser el ayudante de campo del expresidente Uhuru Muigai Kenyatta. 

## Estructura del Ejército de Kenia
El Ejército de Kenia está formado por varias formaciones y unidades. Estas formaciones y servicios se dividen entre dos comandos operativos, el Comando occidental, con sede en Lanet y el Comando oriental, con sede en la guarnición de Embakasi.
El Comando Oriental se estableció en 1997 y su función es defender la región oriental de Kenia contra amenazas externas e internas. Estas áreas incluyen la propia capital y las antiguas provincias Central, Oriental, Nororiental y Costera de Kenia. El Comando Occidental tiene la tarea de defender la región occidental del país e incluye las antiguas provincias del Valle del Rift, la Región Occidental y la región de Nyanza. Recientemente, ha habido planes para establecer un Comando Metropolitano en Nairobi, para la capital y el área metropolitana circundante del condado de Machakos, el Condado de Kiambu y el Condado de Kajiado.
Esta reorganización habría trasladado el Comando Oriental a la ciudad de Garissa, pero finalmente, no se estableció el Comando Metropolitano de Nairobi. En 2020, el Comando de Protección Fronteriza estaba activo en Wajir bajo el mando del oficial de las fuerzas armadas keniatas, el Mayor general William Shume.
En julio de 2021, Shume se convirtió en el comandante adjunto del Ejército de Kenia y el general de brigada Stephen Otieno, fue ascendido a mayor general y asumió el cargo. 

## Unidades militares del Ejército de Kenia
- 2.ª Brigada
  - 3.er Batallón de Fusileros de Kenia. Esta es la unidad más antigua de Kenia y data de la década de 1880. Tiene su sede en Lanet, Nakuru. Su color es el rojo y su lema es: "Escarlatas Rojas".
  - 5.º Batallón de Fusileros de Kenia. Tiene su sede en Gilgil y su color es el azul oscuro. El lema de la unidad es: "Cinco luchadores".
  - 9.º Batallón de Fusileros de Kenia. Tiene su base en el Cuartel de Moi, en la ciudad de Eldoret. Su color es el naranja. El lema de la unidad es: "Las naranjas son máquinas de guerra y fuego". Ganador de la competición de orden cerrado en 2020.
  - 21.º Compañía de transporte.
  - 22.º Compañía taller de campo.
  - 23.º Compañía de artillería.
- 4.ª Brigada. El actual comandante de la brigada es el brigadier Lukas Kutto.
  - 1.er Batallón de Fusileros de Kenia. Con sede en Nanyuki, su lema es: "Fuego verde" y su color es el verde.
  - 7.º Batallón de Fusileros de Kenia - Tiene su base en el Cuartel de Langata, en Nairobi. Su color es el granate y el lema de la unidad es: "Comandos granates".
  - 15.º Batallón de Fusileros de Kenia. La brigada fue formada a principios de la década de 1990. La unidad tiene su sede en la región costera del país. La unidad está alojada en el cuartel de Mariakani. Su color es el azul y el lema de la unidad es: "Mantente en lo alto".
  - 41.º Compañía de transporte.
  - 42.º Compañía taller de campo.
  - 43.º Compañía de artillería.
- 6.ª Brigada, formada en 2010 [22][23]La unidad se trasladó de Embakasi, al cuartel de Modika, en Garissa. [24]
  - 17.º Batallón de Fusileros de Kenia, fue formado en 2011, y a finales de 2018 estaba estacionado en Modika. [24] Se les conoce como: "Los Rangers del Desierto" y su color de unidad es el púrpura. Inicialmente utilizaron el color del desierto como color, que cambiaron por un nuevo color, el púrpura, durante las ceremonias del Día de Jamhuri de 2018.
  - 19.º Batallón de Fusileros de Kenia. Tiene su sede en el cuartel de Nyali.[24] También son conocidos como: "Los Guerreros de Ceniza". Su color de unidad es el gris ceniza, recibieron formalmente sus colores de unidad, durante las ceremonias del Día de Jamhuri de 2021, en los Jardines de Uhuru.
  - 21.º Batallón de Fusileros de Kenia. Tiene su cuartel en Mariakani, pero pronto se trasladaron a la bahía de Manda, en Lamu, para unirse a la Armada de Kenia, para garantizar la seguridad nacional en esa zona y especialmente en el bosque de Boni. [24]
  - 61.º Compañía de transporte.
  - 62.º Compañía taller de campo.
  - 63.º Compañía de artillería.
- 8.ª Brigada (el brigadier David Chesire, fue nombrado comandante de la brigada en agosto de 2022 ).
  - 23.º Batallón de infantería mecanizada, la unidad, recibió formalmente sus colores durante las celebraciones del Día de Jamhuri de 2022 en el Estadio Nacional Nyayo. [25]
  - 25.º Batallón de infantería mecanizada, la unidad recibió oficialmente sus colores durante las celebraciones del Día de Jamhuri de 2023, en los Jardines de Uhuru, Nairobi. La unidad tiene su sede en Baragoi, en el condado de Samburu.
  - 27.º Batallón de infantería mecanizada.
  - 31.º Batallón de infantería mecanizada.
- Brigada 110.
- Brigada 112.
- Brigada de Operaciones Especiales del Ejército de Kenia, en 2020 estaba bajo el mando del coronel John Njeru.[26]
  - 20.º Batallón de Paracaidistas.
  - 30.º Batallón de Fuerzas especiales.
  - 40.º Batallón de la Fuerza de Ataque de los Rangers.
  - Escuela de Entrenamiento de Operaciones Especiales.
- Brigada de Artillería del Ejército de Kenia.
  - 66.º Batallón de Artillería.
  - 75.º Batallón de Artillería y Defensa Antiaérea.
  - 77.º Batallón de Artillería.
  - 88.º Batallón de Artillería.
  - Escuela de Artillería.
- Brigada blindada del ejército de Kenia
  - 76.º Batallón de reconocimiento blindado.
  - 78.º Batallón de carros de combate.
  - 81.º Batallón de carros de combate.
  - 86.º Batallón de reconocimiento blindado.
  - 91.º Batallón de tanques.
  - Escuela de tanques.
- Brigada de ingenieros del ejército de Kenia
  - 10.º Batallón de ingenieros de combate.
  - 12.º Batallón de ingenieros de combate.
  - Batallón de respuesta ante desastres naturales.
  - Escuela de ingenieros de combate.
- Cuerpo de Transmisiones del Ejército de Kenia.
  - Batallón de señales.
  - Escuela de señales.
- Primer batallón canino K9.
- Dirección de inteligencia militar de Kenia.
  - Cuerpo de inteligencia militar de Kenia.
  - Grupo de reconocimiento de largo alcance.
  - Escuela de inteligencia militar de Kenia.
- Comando Conjunto de Helicópteros de Kenia, esta unidad reemplazó al 50.º Batallón de Caballería Aeromóvil de Kenia. [27]

## Cuerpos y ramas de servicio del Ejército de Kenia
- Cuerpo de Artillería del Ejército de Kenia.
  - Depósito de suministros del Cuerpo de Artillería de las Fuerzas de Defensa de Kenia.
  - 2.º Batallón de Artillería.
  - Escuela de Artillería.
- Cuerpo de Transporte del Ejército de Kenia.
  - Batallón de transporte.
  - Batallón de transporte pesado.
  - Escuela de transporte.
- Cuerpo de Ingeniería Eléctrica y Mecánica del Ejército de Kenia.

Este Cuerpo se ocupa principalmente del mantenimiento de los motores y equipos mecánicos que se utilizan en el Ejército de Kenia. Tiene su base en la guarnición de Kahawa, a lo largo de la carretera de Thika.
- - Batallón de talleres.
  - Escuela de ingeniería eléctrica e ingeniería mecánica.
- Cuerpo de la Policía Militar (PM) con base en el Cuartel General de la Defensa, en la carretera de Lenana, en Nairobi.
  - 1.er Batallón de la PM.
  - 2.º Batallón de la PM.
  - Escuela de la Policía Militar.
- Cuerpo médico del Ejército de Kenia.
  - Batallón médico.
- Cuerpo de educación del Ejército de Kenia.
- Policía de las Fuerzas de Defensa de Kenia.
- Comunicaciones estratégicas.

Las instituciones de educación y entrenamiento militar incluyen la Academia militar de Kenia y la Escuela de formación de reclutas de Kenia, ubicada a 22 kilómetros de la ciudad de Eldoret, en el Condado de Uasin Gishu. 

## Equipamiento
La adquisición de los T-72 ucranianos, provocó una gran controversia, 33 vehículos fueron pedidos a Ucrania, pero estos fueron secuestrados por piratas somalíes.
El ministro de Defensa ucraniano, Yuri Yejanúrov, confirmó que a bordo del buque de carga capturado llamado "Faina", había 33 tanques T-72 de fabricación soviética y una cantidad sustancial de municiones. El barco en el que los transportaban fue liberado y los tanques fueron descargados en la ciudad portuaria de Mombasa en Kenia, en febrero de 2009. Se han expresado dudas sobre si los T-72 importados por Kenia eran destinados a ser utilizados por el Ejército de Kenia. En cambio, la opinión popular es que estaban siendo importados clandestinamente para las Fuerzas Armadas de Sudán del Sur país contra el que había un embargo de armas. 
La FDK intentó disipar las especulaciones mostrando públicamente estos tanques (y otro equipamiento) como parte de su arsenal el 22 de agosto de 2010, durante los ensayos para la aprobación de la nueva Constitución de Kenia.
Sin embargo, una nube de dudas se cernía sobre las verdaderas intenciones de los keniatas para adquirir el tanque. Los cables diplomáticos filtrados de Estados Unidos indicaron que un proceso en curso de compras de armamentos por parte del gobierno de Kenia en nombre del gobierno de Sudán del Sur era un secreto mal guardado. 
Las filtraciones continúan especulando que estas operaciones clandestinas estaban motivadas por el deseo de los líderes políticos de Kenia de apoyar a Sudán del Sur, pero no de una manera que provocara abiertamente al régimen de Jartum o que amenazara potencialmente la eventual independencia de Sudán del Sur. La FDK está interesada en el sistema de simulación de combate MILES, concretamente en la versión usada por el Ejército de los Estados Unidos.

### Armas de fuego
| Nombre                       | Fotografía               | Origen                   | Tipo                               | Munición                 |
| Pistolas semiautomáticas     | Pistolas semiautomáticas | Pistolas semiautomáticas | Pistolas semiautomáticas           | Pistolas semiautomáticas |
| ---------------------------- | ------------------------ | ------------------------ | ---------------------------------- | ------------------------ |
| FN Browning GP-35            |                          | Bélgica                  | Pistola semiautomática             | 9 × 19 mm Parabellum     |
| Beretta 92                   |                          | Italia                   | Pistola semiautomática             | 9 × 19 mm Parabellum     |
| Glock 17                     |                          | Austria                  | Pistola semiautomática             | 9 × 19 mm Parabellum     |
| Glock 19                     |                          | Austria                  | Pistola semiautomática             | 9 × 19 mm Parabellum     |
| CZ 75                        |                          | República Checa          | Pistola semiautomática             | 9 × 19 mm Parabellum     |
| Subfusiles                   |                          |                          |                                    |                          |
| Subfusil Sterling            |                          | Reino Unido              | Subfusil                           | 9 × 19 mm Parabellum     |
| Uzi                          |                          | Israel                   | Subfusil                           | 9 × 19 mm Parabellum     |
| Heckler & Koch MP5           |                          | Alemania                 | Subfusil                           | 9 × 19 mm Parabellum     |
| CZ Scorpion Evo 3            |                          | República Checa          | Subfusil                           | 9 × 19 mm Parabellum     |
| Fusiles                      |                          |                          |                                    |                          |
| AKM                          |                          | Rusia                    | Fusil de asalto                    | 7,62 × 39 mm             |
| Zastava M70                  |                          | Serbia                   | Fusil de asalto                    | 7,62 × 39 mm             |
| Fusil Vz. 58                 |                          | República Checa          | Fusil de asalto                    | 7,62 × 39 mm             |
| Tipo 56                      |                          | China                    | Fusil de asalto                    | 7,62 × 39 mm             |
| Fusil M16                    |                          | Estados Unidos           | Fusil de asalto                    | 5,56 × 45 mm             |
| Carabina M4                  |                          | Estados Unidos           | CarabinaFusil de asalto            | 5,56 × 45 mm             |
| IWI Tavor TAR-21             |                          | Israel                   | Fusil de asaltoBullpup             | 5,56 × 45 mm OTAN        |
| FN SCAR                      |                          | Bélgica                  | Fusil de combate                   | 7,62 × 51 mm OTAN        |
| FN FAL                       |                          | Bélgica                  | Fusil de combate                   | 7,62 × 51 mm             |
| Heckler & Koch G3            |                          | Alemania                 | Fusil de combate                   | 7,62 × 51 mm             |
| Lee-Enfield                  |                          | Reino Unido              | Fusil de cerrojo                   | .303 British             |
| Fusiles de francotirador     |                          |                          |                                    |                          |
| IMI Galatz                   |                          | Israel                   | Fusil de tirador designado         | 5,56 × 45 mm             |
| Ametralladoras               |                          |                          |                                    |                          |
| Ametralladora ligera Bren    |                          | Reino Unido              | Ametralladora ligera               | 7,62 × 51 mm             |
| IMI Negev                    |                          | Israel                   | Ametralladora ligera               | 5,56 × 45 mm             |
| Ametralladora Browning M1919 |                          | Estados Unidos           | Ametralladora media                | 7,62 × 51 mm             |
| Ametralladora PK             |                          | Unión Soviética          | Ametralladora de propósito general | 7,62 × 54 mm R           |
| Heckler & Koch HK21          |                          | Alemania                 | Ametralladora de propósito general | 7,62 × 51 mm             |
| FN MAG                       |                          | Bélgica                  | Ametralladora de propósito general | 7,62 × 51 mm             |
| AAT-52                       |                          | Francia                  | Ametralladora de propósito general | 7,62 × 51 mm             |
| Ametralladora M60            |                          | Estados Unidos           | Ametralladora de propósito general | 7,62 × 51 mm             |
| DShK                         |                          | Rusia                    | Ametralladora pesada               | 12,7 × 108 mm            |
| Browning M2                  |                          | Estados Unidos           | Ametralladora pesada               | .50 BMG                  |
| Lanzagranadas                |                          |                          |                                    |                          |
| M203                         |                          | Estados Unidos           | Lanzagranadas acoplado             | Granada de 40 mm         |
| Escopeta lanzagranadas M79   |                          | Estados Unidos           | Lanzagranadas                      | Granada de 40mm          |

### Artillería antiaérea
| Nombre                      | Fotografía           | Origen               | Tipo                 | Calibre              | Unidades             |
| Artillería antiaérea        | Artillería antiaérea | Artillería antiaérea | Artillería antiaérea | Artillería antiaérea | Artillería antiaérea |
| --------------------------- | -------------------- | -------------------- | -------------------- | -------------------- | -------------------- |
| Cañón automático Bofors L70 |                      | Suecia               | Cañón automático     | 40 mm                | 13                   |

### Artillería autopropulsada
| Nombre                    | Fotografía                | Tipo                      | Origen                    | Unidades                  |
| Artillería autopropulsada | Artillería autopropulsada | Artillería autopropulsada | Artillería autopropulsada | Artillería autopropulsada |
| ------------------------- | ------------------------- | ------------------------- | ------------------------- | ------------------------- |
| Nora B-52                 |                           | Artillería autopropulsada | Serbia                    | 18                        |

### Artillería remolcada
| Nombre               | Fotografía           | Tipo                 | Origen               | Unidades             | Notas                                                |
| Artillería remolcada | Artillería remolcada | Artillería remolcada | Artillería remolcada | Artillería remolcada | Artillería remolcada                                 |
| -------------------- | -------------------- | -------------------- | -------------------- | -------------------- | ---------------------------------------------------- |
| L118                 |                      | Obús remolcado       | Reino Unido          | 40                   | 40 comprados en el Reino Unido durante los años 80.  |
| M119                 |                      | Obús remolcado       | Estados Unidos       | 6                    | Seis cañones donados por los Estados Unidos en 2019. |
| OTO Melara Mod 56    |                      | Obús remolcado       | Italia               | 7                    |                                                      |

### Automóviles blindados
| Nombre                      | Fotografía | Tipo               | Origen      | Unidades |
| --------------------------- | ---------- | ------------------ | ----------- | -------- |
| Panhard AML                 |            | Automóvil blindado | Francia     | 72       |
| Alvis Saladin               |            | Automóvil blindado | Reino Unido | 10       |
| Automóvil blindado Shorland |            | Automóvil blindado | Reino Unido | 8        |

### Camiones militares
| Nombre                   | Fotografía         | Origen             | Tipo               |
| Camiones militares       | Camiones militares | Camiones militares | Camiones militares |
| ------------------------ | ------------------ | ------------------ | ------------------ |
| KamAZ-6350               |                    | Rusia              | Camión militar     |
| MTV                      |                    | Estados Unidos     | Camión militar     |
| Mercedes-Benz Kurzhauber |                    | Alemania           | Camión militar     |
| Mack Serie R             |                    | Estados Unidos     | Camión militar     |

### Cañones sin retroceso
| Nombre      | Fotografía | Tipo                | Origen | Calibre |
| ----------- | ---------- | ------------------- | ------ | ------- |
| Carl Gustav |            | Cañón sin retroceso | Suecia | 84 mm   |

### Carros de combate
| Nombre          | Fotografía | Tipo                       | Origen      | Unidades | Notas |
| --------------- | ---------- | -------------------------- | ----------- | -------- | --- |
| Vickers MBT MK3 |            | Carro de combate principal | Reino Unido | 78       | |
| T-72            |            | Carro de combate principal | Rusia       | 110      | 77 tanques T-72 procedentes de Ucrania en 2007, más 33 unidades entregadas en febrero de 2009, el total podría llegar a 110 unidades. |

### Helicópteros militares
| Nombre                            | Fotografía             | Origen                 | Tipo                   | Unidades               |
| Helicópteros militares            | Helicópteros militares | Helicópteros militares | Helicópteros militares | Helicópteros militares |
| --------------------------------- | ---------------------- | ---------------------- | ---------------------- | ---------------------- |
| McDonnell Douglas MD 500 Defender |                        | Estados Unidos         | Helicóptero de ataque  | 39                     |
| Harbin Z-9                        |                        | China                  | Helicóptero de ataque  | 3                      |

### Misiles antitanque
| Nombre     | Fotografía | Tipo             | Origen         | Sistema de guiado | Cabeza explosiva    |
| ---------- | ---------- | ---------------- | -------------- | ----------------- | ------------------- |
| MILAN      |            | Misil antitanque | Unión Europea  | CableSACLOS       | HEATCarga en tándem |
| BGM-71 TOW |            | Misil antitanque | Estados Unidos | CableSACLOS       | HEATCarga en tándem |

### Morteros
| Nombre              | Fotografía | Tipo     | Origen   | Unidades |
| Morteros            | Morteros   | Morteros | Morteros | Morteros |
| ------------------- | ---------- | -------- | -------- | -------- |
| Mortero F1 de 120mm |            | Mortero  | Francia  | 12       |

### Transportes blindados de personal
| Nombre                  | Fotografía | Tipo                            | Origen   | Unidades |
| ----------------------- | ---------- | ------------------------------- | -------- | -------- |
| Thyssen Henschel UR-416 |            | Transporte blindado de personal | Alemania | 52       |
| Panhard M3              |            | Transporte blindado de personal | Francia  | 10       |
| ACMAT Bastion           |            | Transporte blindado de personal | Francia  | 12       |
| WZ-551                  |            | Transporte blindado de personal | China    | 35       |

### Vehículos aéreos no tripulados
| Nombre                  | Fotografía | Origen         | Tipo | Unidades |
| VANT                    | VANT       | VANT           | VANT | VANT     |
| ----------------------- | ---------- | -------------- | ---- | -------- |
| RQ-11 Raven             |            | Estados Unidos | VANT | 8        |
| Boeing Insitu ScanEagle |            | Estados Unidos | VANT | 4        |

### Vehículos de ingenieros
| Nombre          | Fotografía | Tipo                              | Origen      | Unidades |
| --------------- | ---------- | --------------------------------- | ----------- | -------- |
| Vickers MK3 ARV |            | Vehículo de recuperación blindado | Reino Unido | 7        |
| Bozena          |            | Vehículo de desminado             | Eslovaquia  | [ 47 ]   |

### Vehículos de reconocimiento blindado
| Nombre         | Fotografía | Tipo                                | Origen      | Unidades |
| -------------- | ---------- | ----------------------------------- | ----------- | -------- |
| BOV M11        |            | Vehículo de reconocimiento blindado | Serbia      | 20       |
| Daimler Ferret |            | Vehículo de reconocimiento blindado | Reino Unido | 12       |
| BRDM-3         |            | Vehículo de reconocimiento blindado | Rusia       | 8        |

### Vehículos protegidos resistentes a las minas y las emboscadas
| Nombre            | Fotografía | Tipo | Origen    | Unidades |
| ----------------- | ---------- | ---- | --------- | -------- |
| PUMA M26-15       |            | MRAP | Sudáfrica | 150      |
| Katmerciler Hızır |            | MRAP | Turquía   | 118      |

### Vehículos todoterreno
| Nombre                | Fotografía            | Origen                | Tipo                           |
| Vehículos todoterreno | Vehículos todoterreno | Vehículos todoterreno | Vehículos todoterreno          |
| --------------------- | --------------------- | --------------------- | ------------------------------ |
| Humvee                |                       | Estados Unidos        | Vehículo todoterreno           |
| Land Rover Serie IIA  |                       | Reino Unido           | Vehículo todoterrenoAmbulancia |
| Land Rover Defender   |                       | Reino Unido           | Vehículo todoterreno           |

## Rangos e insignias

### Oficiales y generales
| Grado militar      | Insignia | Rango OTAN |
| ------------------ | -------- | ---------- |
| Comandante en jefe |          | OF-10      |
| General            |          | OF-9       |
| Teniente General   |          | OF-8       |
| Mayor general      |          | OF-7       |
| Brigadier          |          | OF-6       |
| Coronel            |          | OF-5       |
| Teniente coronel   |          | OF-4       |
| Mayor              |          | OF-3       |
| Capitán            |          | OF-2       |
| Teniente           |          | OF-1       |
| Subteniente        |          | OF-1       |

### Suboficiales y tropa
| Grado militar    | Insignia | Rangos OTAN |
| ---------------- | -------- | ----------- |
| Suboficial mayor |          | OR-5        |
| Sargento primero |          | OR-4        |
| Sargento         |          | OR-3        |
| Cabo             |          | OR-2        |
| Soldado          |          | OR-1        |